# 무라트 카르다노프
무라트 나우스비예비치 카르다노프(러시아어: Мура́т Наусбиевич Карда́нов, 카바르다어: Къэрдэн Наусби и къуэ Мурат, 1971년 1월 4일 ~ )는 러시아의 레슬링 선수이다. 2000년 하계 올림픽 남자 그레코로만형 웰터급에서 금메달을 획득했고, 유럽 레슬링 선수권 대회에서도 금메달을 획득했다.